# قطر رئيسي

في الجبر الخطي، القطر الرئيسي (بالإنجليزية: Main diagonal)‏ للمصفوفة A هو كل عناصر المصفوفة، Ai,j، التي تحقّق i=j.
بالنسبة للمصفوفات المربعة، فإنّ القطر الرئيسي هو ذلك الذي يمتد من الزاوية اليسرى العليا إلى الزاوية اليمنى السفلى. على سبيل المثال، فالمصفوفة الآتية، المسماة كذلك مصفوفة الوحدة، تحتوي على الرقم 1 في كل عناصر قطرها الرئيسي:
{\displaystyle {\begin{bmatrix}1&0&0\\0&1&0\\0&0&1\end{bmatrix}}}.
المصفوفة أعلاه هي مثال على نوع من المصفوفات، المسماة مصفوفة قطرية، تكون فيها جميع العناصر خارج القطر الرئيسي مساوية لصفر. كما يدعى حاصل جمع عناصر القطر الرئيسي لمصفوفة أثر المصفوفة.
أمّا بالنسبة للمصفوفات غير المربعة (أي المستطيلة)، فإنّ القطر الرئيسي يمر عبر الزاوية اليسرى العليا وكل العناصر التي موجودة إلى أسفل ويمين العنصر السابق، حتى الوصول إلى الطرف الأيمن أو الأسفل للمصفوفة. الأمثلة الآتية تظهر هذا الأمر، إذ أنّ العناصر التي تساوي 1 تشكل القطر الرئيسي في كِلْتا الحالتين:
{\displaystyle {\begin{bmatrix}1&0&0&0\\0&1&0&0\\0&0&1&0\end{bmatrix}}}
{\displaystyle {\begin{bmatrix}1&0&0\\0&1&0\\0&0&1\\0&0&0\end{bmatrix}}}.
أمّا القطر المقابل للقطر الرئيسي فيدعى أحيانًا القطر الثانوي.